# Guerra fronteriza laosiana-tailandesa
La guerra fronteriza laosiana-tailandesa fue un breve enfrentamiento entre las fuerzas del Reino de Tailandia y la República Democrática Popular Lao, esta última apoyada por la República Socialista de Vietnam. El conflicto se desarrolló entre diciembre de 1987 al 19 de febrero de 1988.

## Descripción
Se trataba de una disputa sobre el mapa elaborado por topógrafos franceses en 1907 para marcar las fronteras entre Siam y la Indochina francesa en el sur de la Cordillera de Luang Prabang. La propiedad de la aldea de Ban Romklao en la frontera de la provincia de Phitsanulok y tres pequeñas aldeas fronterizas en el borde de la provincia de Uttaradit no quedaron clara. Este es el mismo mapa que subyace en la disputa fronteriza entre Camboya y Tailandia por el templo Preah Vihear. El criterio acordado para determinar la propiedad fue la cuenca hidrográfica natural, pero los cartógrafos franceses a veces lo ignoraron.

## Guerra

### Inicio
En 1984 se produjeron una serie de tiroteos menores entre las fuerzas tailandesas y laosianas. Sin embargo, en diciembre de 1987, las fuerzas armadas tailandesas ocuparon la aldea en disputa de Ban Romklao, izando la bandera tailandesa sobre ella. El gobierno de la República Democrática Popular Lao protestó enérgicamente e insistió en que la aldea formaba parte del distrito de Botene de la provincia de Sainyabuli. Tailandia respondió que la aldea pertenecía al distrito de Chat Trakan (amphoe) de la provincia de Phitsanulok. Las fuerzas del ejército de Laos llevaron a cabo un ataque nocturno contra la pequeña guarnición tailandesa, expulsando a los soldados tailandeses de la aldea y reemplazando la bandera tailandesa por la de Laos. Siguieron intensos combates que continuaron durante semanas hasta que se declaró un alto el fuego el 19 de febrero de 1988.

### Finalización
La breve guerra se cobró un total de unas 1.000 muertes, los tailandeses sufrieron más ya que durante gran parte de la guerra atacaron posiciones arraigadas de Laos. El general Chavalit Yongchaiyudh era el comandante del Real Ejército Tailandés en el momento de la guerra y fue criticado por participar en ella contra los deseos del Ministerio de Relaciones Exteriores de Tailandia. Vietnam había ayudado a su aliado socialista, enviando tropas de su 2.ª División al campo aéreo de Baan Nakok en Sainyabuli para apoyar las operaciones militares de Laos, en medio de los enfrentamientos fronterizos con Tailandia a lo largo de la frontera entre Camboya y Tailandia.

## Secuelas
La Comisión Conjunta de Límites entre Tailandia y Laos (JBC por sus siglas en inglés) se estableció en 1996 para aclarar el límite de 1.810 kilómetros y establecer la propiedad de las aldeas en disputa. En 2007, la demarcación de la frontera estaba en curso.